# Grace Apiafi
Grace Apiafi (27 november 1958) is een atleet uit Nigeria.
Op de Olympische Zomerspelen van 1988 in Seoul kwam Apiafi voor Nigeria uit op de onderdelen discuswerpen en kogelstoten.
- World Athletics: 14292349